# Chương Thị Kiều
Chương Thị Kiều, née le 19 août 1995 à Gò Quao, est une footballeuse internationale vietnamienne qui joue au poste de défenseure au Hô Chi Minh-Ville FC et pour l'équipe nationale féminine du Viêt Nam,,.